# Synaxis hirsutaria
Synaxis hirsutaria là một loài bướm đêm trong họ Geometridae.